# Pseudohadena odontographa
Pseudohadena odontographa är en fjärilsart som beskrevs av Ronkay. Pseudohadena odontographa ingår i släktet Pseudohadena och familjen nattflyn. Inga underarter finns listade.